# Vila-roja
Vila-roja es una entidad de población española del municipio de Gerona, perteneciente a la provincia de Gerona, en la comunidad autónoma de Cataluña.

## Toponimia
El nombre del lugar puede encontrarse referido con las variantes Vilarroja y Vila-roja.

## Historia
Hacia mediados del siglo XIX, el lugar, por entonces perteneciente a San Daniel, tenía contabilizada una población de 47 habitantes. Aparece descrito en el decimosexto volumen del Diccionario geográfico-estadístico-histórico de España y sus posesiones de Ultramar de Pascual Madoz de la siguiente manera:

VILARROJA: l. en la prov., part. jud. y dióc. de Gerona, aud. terr., c. g. de Barcelona, ayunt. de San Daniel. sit. al S. é inmediato a la c. de Gerona, con buena ventilacion y clima templado y sano. Tiene 20 casas y una capilla con culto público. El térm. confina N. la cap.; E. Juyá; S. Palau, mediante el r. Oña, y O. Perelló. El terreno, prod. y caminos (V. Gerona). pobl.. 9 vec., 47 alm. cap. prod.: 839,600 rs. imp.: 20,990.
(Madoz, 1850, p. 85)

En la actualidad pertenece al municipio de Gerona. En 2022, la entidad singular de población tenía empadronados 1550 habitantes y el núcleo de población 1539 habitantes.